# Remo Perrotti
Remo Perrotti (1963) is een Belgisch muzikant, dj, acteur en filmmaker. Hij heeft een carrière gehad met talloze wendingen, waarbij hij onder meer straathoekwerker, muziekjournalist, hulpopticien en promo-manager bij het metal label Roadrunner Music was. Sinds 2013 werkt hij voor Kinepolis.

## Levensloop
Perrotti is de zoon van Italiaanse immigranten die naar de Limburgse mijnstreek verhuisden.
Perrotti werd begin jaren '90 in Vlaanderen bekend als de sketchenmaker en acteur die op het einde van elke aflevering van Het huis van wantrouwen een sketch deed die de catchphrase Sjamayee! bevatte. Nadien werden sketches voortgezet bij Sportweekend. Hij maakte in de jaren '90 tevens televisiereportages voor Sanseveria en Het ei van Christoffels.
In 2001 hielp hij Peter Houben met diens band Ultracowboy. Perrotti speelde elektronica en bass + drums.  In de jaren 80 was hij drummer van Bedtime For Bonzo, de geschiftste groep die België ooit rijk was.
Met theatermaker Kris Kaerts maakte hij in 2008 de theatervoorstelling Baraka! over het Limburgse mijnverleden. Perrotti maakte tevens een film (Mamma Irma) nadat zijn van oorsprong Italiaanse moeder overleed, wat hem deed terugblikken op het verleden van de eerste generatie migranten in Limburg.
In 2010 werd hij lid van Radical Slave, een band met Buscemi en Mauro Pawlowski, met wie hij het album Damascus uitbracht. In 2016 gingen Mauro en Perrotti zonder Buscemi verder onder de naam Wall Streets.
Perrotti regisseerde in 2014 de videoclip van het nummer Off The Rack van Triggerfinger. Hij maakte tevens videoclips voor Diablo Blvd, Robert Wyatt en Leki.
Perrotti maakte met Levi Calcagnile in 2017 de beelden bij de voorstelling Suite voor de Laatste Mijn, die een mengeling is van beeld en muziek n.a.v. 25 jaar sluiting van de Zolderse mijn. De muziek werd gecomponeerd door het Muze Jazz Orchestra en Steven De bruyn.